# 1946 في الولايات المتحدة
فيما يلي قوائم الأحداث التي وقعت خلال عام 1946 في الولايات المتحدة.

## سياسة

### تعيين في المنصب
- 1 يناير – كلارك كليفورد مستشار البيت الأبيض [الإنجليزية]‏.
- 1 يناير – ويليام هاستي حاكم جزر العذراء الأمريكية  [لغات أخرى]‏.
- 22 يناير – جيمس ليندسي ألموند عضو مجلس النواب الأمريكي.
- 1 مايو – جورج والاس عضو مجلس نواب ألاباما.
- 21 يونيو – فريدريك مور فينسون رئيس المحكمة العليا للولايات المتحدة.
- 25 سبتمبر – سبيسرد ليندساي هولند عضو مجلس الشيوخ الأمريكي.
- 7 أكتوبر – أفيريل هاريمان وزير التجارة الأمريكي.
- 6 نوفمبر – جون شيرمان كوبر عضو مجلس الشيوخ الأمريكي.
- 6 نوفمبر – كينغسلي أيه تافت عضو مجلس الشيوخ الأمريكي.
- 5 ديسمبر – إدموند موسكي عضو مجلس نواب مين.
- 18 ديسمبر – وليام برادلي أومستد عضو مجلس الشيوخ الأمريكي.

### انتهاء فترة المنصب
- 1 يناير – تشارلز ه .راسل عضو مجلس ولاية نيفادا.
- 22 أبريل – هارلان فيسك ستون رئيس المحكمة العليا للولايات المتحدة.
- 30 مايو – هنري لارسن حاكم غوام.
- 23 يونيو – فريدريك مور فينسون وزير الخزانة الأمريكي.
- 20 سبتمبر – هنري أغارد ولاس وزير التجارة الأمريكي.

## ظهور
- 1 يناير – الأجوف كتاب من تأليف أجاثا كريستي.

## أفلام
من الأفلام التي صدرت هذه السنة في الولايات المتحدة:
- 1 يناير – أجمل سنوات العمر من إخراج ويليام وايلر.
- 1 يناير – أنا وملك سيام من إخراج جون كرومويل.
- 1 يناير – ارتدت الفستان لتقتل من إخراج روي ويليام نيل.
- 1 يناير – الأخت كيني من إخراج جاك كيج، دادلي نيكولز.
- 1 يناير – الرضيع من إخراج كلارنس براون.
- 1 يناير – حد الشفرة من إخراج إدموند غولدنغ [الإنجليزية]‏.
- 1 يناير – طنجة من إخراج George Waggner [الإنجليزية]‏.
- 1 يناير – فتيات هارفي من إخراج جورج سيدني، روبرت ألتون.
- 1 يناير – قصة جولسن من إخراج ألفرد غرين.
- 1 يناير – نبض القلب من إخراج سام وود.
- 20 ديسمبر – إنها حياة رائعة من إخراج فرانك كابرا.

## كتب
من الكتب التي صدرت هذه السنة في الولايات المتحدة:
- 1 يناير – مفهوم شركة من تأليف بيتر دراكر.

## مواليد
- لورين كاي بوتير، ضابطة من الولايات المتحدة الأمريكية.
- ستانلي أوراميك، إحاثي من الولايات المتحدة الأمريكية.

### يناير
- 1 يناير – جوديث مكهيل
- 1 يناير – جيمس جيفري دبلوماسي أمريكي.
- 1 يناير – خالد ياسين
- 1 يناير – ريك هورست
- 1 يناير – ستيفن ساينوت عالم فلك أمريكي.
- 1 يناير – لوسي صالحاني
- 3 يناير – دون ماي لاعب كرة سلة أمريكي.
- 5 يناير – ديان كيتون ممثلة أفلام من الولايات المتحدة الأمريكية.
- 6 يناير – جاك إيليس سياسي من الولايات المتحدة الأمريكية.
- 11 يناير – جان بايبر كاتب أمريكي.
- 11 يناير – والي أنديرزوناس لاعب كرة سلة أمريكي.
- 12 يناير – اندريه دو شيلدز
- 16 يناير – مايكل معاطف رائد فضاء أمريكي.
- 19 يناير – توم جورمان لاعب كرة مضرب أمريكي.
- 19 يناير – دوللي بارتون
- 20 يناير – ديفيد لينش مخرج سينمائي.
- 31 يناير – سيلفيا هيتشكوك عارضة أزياء أمريكية.

### فبراير
- 2 فبراير – بليك كلارك ممثل أمريكي.
- 2 فبراير – جاي إي فريمان ممثل أمريكي.
- 9 فبراير – جورج ستون لاعب كرة سلة أمريكي.
- 9 فبراير – جيم ويب سياسي أمريكي.
- 12 فبراير – بيتر شوميكر عسكري من الولايات المتحدة الأمريكية.
- 14 فبراير – بي. براون
- 14 فبراير – جريجوري هاينز
- 19 فبراير – كارين سيلكوود
- 21 فبراير – تاين دالي ممثلة أمريكية.
- 25 فبراير – هيدجيمون لويس ملاكم من الولايات المتحدة الأمريكية.
- 26 فبراير – بنغو سميث لاعب كرة سلة أمريكي.
- 28 فبراير – ستيف مارتيني

### مارس
- 1 مارس – لانا وود ممثلة أمريكية.
- 3 مارس – جيمس سي آدمسن رائد فضاء أمريكي.
- 5 مارس – بوب كويك لاعب كرة سلة أمريكي.
- 6 مارس – مارتن كوف ممثل أمريكي.
- 7 مارس – جون هيرد ممثل أمريكي.
- 7 مارس – روبرت إف كولسبري
- 7 مارس – مايكل تشابلن ممثل أمريكي.
- 9 مارس – ستيفن أوسترو عالم فلك من الولايات المتحدة الأمريكية.
- 12 مارس – دين كوندي مصور سينمائي أمريكي.
- 12 مارس – ليزا مينيلي
- 13 مارس – رولاند تايلور لاعب كرة سلة أمريكي.
- 13 مارس – يوناتان نتنياهو
- 14 مارس – هنري لوغان لاعب كرة سلة أمريكي.
- 14 مارس – ويس أنسيلد
- 15 مارس – نعومي فونر جيلينهال كاتب سيناريو أمريكي.
- 18 مارس – فريد فوستر لاعب كرة سلة أمريكي.
- 18 مارس – مايك لويس لاعب كرة سلة أمريكي.
- 22 مارس – دون تشاني
- 23 مارس – فيليب جنجريتش إحاثي من الولايات المتحدة الأمريكية.
- 25 مارس – ستيفن هنتر
- 26 مارس – جوني كروفورد
- 28 مارس – هنري بولسون
- 29 مارس – روبرت شيلر عالم اقتصاد أمريكي.

### أبريل
- 1 أبريل – وليام فريدريك فيشر رائد فضاء أمريكي.
- 4 أبريل – لاري ميلر لاعب كرة سلة أمريكي.
- 7 أبريل – روبرت ميتكالف
- 7 أبريل – زيد عبد العزيز لاعب كرة سلة من الولايات المتحدة الأمريكية.
- 12 أبريل – إد أونيل ممثل أمريكي.
- 15 أبريل – بيت راوس سياسي من الولايات المتحدة الأمريكية.
- 15 أبريل – واين جيلكرست سياسي من الولايات المتحدة الأمريكية.
- 16 أبريل – باري سيمون رياضياتي أمريكي.
- 17 أبريل – نيل كامبل
- 22 أبريل – بروس إيفنز سياسي أمريكي.
- 25 أبريل – تاليا شاير
- 26 أبريل – جيم مارش لاعب كرة سلة من الولايات المتحدة الأمريكية.
- 29 أبريل – جيك فورد لاعب كرة سلة من الولايات المتحدة الأمريكية.
- 30 أبريل – دون شولاندير سباح أمريكي.
- 30 أبريل – ريك وايتسمان لاعب كرة سلة أمريكي.
- 30 أبريل – لي بولنغر

### مايو
- 1 مايو – باري أورمس لاعب كرة سلة أمريكي.
- 2 مايو – بيل كابل ممثل أمريكي.
- 2 مايو – ليزلي غور
- 4 مايو – غاري باور سياسي من الولايات المتحدة الأمريكية.
- 5 مايو – جيم كيلي
- 5 مايو – ريتشارد إليت فريدمان
- 5 مايو – ليون ج. لابورت
- 5 مايو – هيرم غيليام لاعب كرة سلة أمريكي.
- 9 مايو – كانديس بيرغن
- 13 مايو – مارف وولفمان
- 17 مايو – فرنسيس ويلسون
- 20 مايو – شير
- 20 مايو – كريغ باتريك لاعب هوكي جليد من الولايات المتحدة الأمريكية.
- 22 مايو – إدوارد مالوني سياسي أمريكي.
- 24 مايو – جيم إيكنز لاعب كرة سلة أمريكي.
- 25 مايو – دوغلاس ه غينسبورغ قاضي أمريكي.
- 30 مايو – كاندس لايتنر

### يونيو
- 2 يونيو – كاثلين ويلي
- 6 يونيو – تشاك وليامز لاعب كرة سلة أمريكي.
- 6 يونيو – شيرود ستيوارت لاعب كرة مضرب أمريكي.
- 11 يونيو – رون سانفورد لاعب كرة سلة من الولايات المتحدة الأمريكية.
- 11 يونيو – لوثر راكلي لاعب كرة سلة أمريكي.
- 13 يونيو – بول مودريتش
- 14 يونيو – تشارلي بولك لاعب كرة سلة أمريكي.
- 14 يونيو – دونالد ترامب رجل أعمال أمريكي، ورئيس الولايات المتحدة الخامس والأربعون.
- 16 يونيو – جودي ريل سياسية من الولايات المتحدة الأمريكية.
- 16 يونيو – ريك أدلمان
- 17 يونيو – جوني باوم لاعب كرة سلة أمريكي.
- 24 يونيو – إليسون اونيزوكا رائد فضاء أمريكي.
- 24 يونيو – روبرت رايخ
- 26 يونيو – ليو روسي ممثل أمريكي.
- 28 يونيو – بروس ديفيسون ممثل أمريكي.
- 28 يونيو – جون لونج رائد فضاء أمريكي.

### يوليو
- 2 يوليو – ريتش نيمان لاعب كرة سلة أمريكي.
- 2 يوليو – ريتشارد أكسل
- 4 يوليو – رون كوفيك
- 5 يوليو – جون ج. نانس كاتب أمريكي.
- 6 يوليو – جورج دبليو بوش رئيس الولايات المتحدة الثالث والاربعون.
- 6 يوليو – سيلفستر ستالون مايكل سيلفستر انزو ستالون.
- 10 يوليو – سو ليون ممثلة أمريكية.
- 11 يوليو – ديك كننغهام لاعب كرة سلة من الولايات المتحدة الأمريكية.
- 13 يوليو – بوب كوفمان
- 13 يوليو – ستو لانتس لاعب كرة سلة أمريكي.
- 14 يوليو – إيرا هيرسكويتز
- 16 يوليو – باربرا لي سياسية أمريكية.
- 17 يوليو – بوب ألين لاعب كرة سلة من الولايات المتحدة الأمريكية.
- 17 يوليو – بوب وارن لاعب كرة سلة أمريكي.
- 20 يوليو – توني بارون
- 21 يوليو – كين ستار
- 22 يوليو – بول شريدر مخرج أفلام أمريكي.
- 22 يوليو – داني غلوفر
- 26 يوليو – مايك ديفيس لاعب كرة سلة من الولايات المتحدة الأمريكية.
- 26 يوليو – ويلي مكارتير
- 27 يوليو – دونالد ايفانز سياسي من الولايات المتحدة الأمريكية.
- 28 يوليو – ويلي ويليامز لاعب كرة سلة أمريكي.

### أغسطس
- 7 أغسطس – جون ماثر
- 7 أغسطس – ل. بيتر دويتش مبرمج برمجيّات حرّة وَمُنشئ غوست سكريبت.
- 8 أغسطس – إد شافر سياسي من الولايات المتحدة الأمريكية.
- 13 أغسطس – جانيت يلين
- 14 أغسطس – أنطونيو فارغاس ممثل أمريكي.
- 14 أغسطس – سوزان جيمس
- 15 أغسطس – ميرفن جاكسون لاعب كرة سلة أمريكي.
- 16 أغسطس – ليسلي آن وارن
- 17 أغسطس – مارثا كوليدج
- 19 أغسطس – بيل كلينتون رئيس الولايات المتحدة الأمريكية الثاني والأربعون.
- 19 أغسطس – تشارلز بولدين رائد فضاء أمريكي.
- 20 أغسطس – كوني تشونغ صحفية من الولايات المتحدة الأمريكية.
- 24 أغسطس – ريتشارد إن ريتشاردز رائد فضاء أمريكي.
- 26 أغسطس – مارك سنو
- 27 أغسطس – أوتو مور لاعب كرة سلة أمريكي.
- 29 أغسطس – بوب بيمون منافِس أوليمبي من الولايات المتحدة الأمريكية.
- 29 أغسطس – وارن جابالي لاعب كرة سلة أمريكي.
- 30 أغسطس – تيد ماكلين لاعب كرة سلة أمريكي.

### سبتمبر
- 5 سبتمبر – دينيس دوغان
- 5 سبتمبر – ستيفن كرون
- 6 سبتمبر – بريان أوكونور رائد فضاء أمريكي.
- 6 سبتمبر – رون بون لاعب كرة سلة أمريكي.
- 11 سبتمبر – ديف نيومارك لاعب كرة سلة أمريكي.
- 15 سبتمبر – أوليفر ستون
- 15 سبتمبر – تومي لي جونز
- 18 سبتمبر – بيلي دراغو ممثل أمريكي.
- 18 سبتمبر – لانس سميث ضابط من الولايات المتحدة الأمريكية.
- 26 سبتمبر – أندريا دوركين
- 26 سبتمبر – كريستين تود ويتمان سياسية أمريكية.
- 28 سبتمبر – جيفري جونز

### أكتوبر
- 4 أكتوبر – تشاك هيغل سياسي أمريكي.
- 4 أكتوبر – سوزان سارندون ممثلة أمريكية.
- 4 أكتوبر – مايك مولن ضابط من الولايات المتحدة الأمريكية.
- 6 أكتوبر – جون هوستيتر ممثل أمريكي.
- 6 أكتوبر – كين سبين لاعب كرة سلة من الولايات المتحدة الأمريكية.
- 8 أكتوبر – جون والتون
- 10 أكتوبر – دواين نيكس لاعب كرة قدم أمريكي.
- 11 أكتوبر – جيمس روبنسون روائي من الولايات المتحدة الأمريكية.
- 14 أكتوبر – سكيب هارليكا لاعب كرة سلة من الولايات المتحدة الأمريكية.
- 14 أكتوبر – كريغ فينتر
- 16 أكتوبر – سوزان سومرز
- 18 أكتوبر – جيمس روبرت بيكر مؤلف أمريكي.
- 22 أكتوبر – مايك باتلر لاعب كرة سلة أمريكي.
- 26 أكتوبر – هولي وودلون
- 27 أكتوبر – تيري هارت رائد فضاء أمريكي.
- 27 أكتوبر – ستيفن آرشامبو ناجل رائد فضاء أمريكي.
- 30 أكتوبر – روبرت ل جيبسون رائد فضاء أمريكي.
- 30 أكتوبر – ويليام ثورستون

### نوفمبر
- 4 نوفمبر – فريدريك ايلمز مصور سينمائي أمريكي.
- 4 نوفمبر – لورا بوش السيدة الأولى للولايات المتحدة الأمريكية من 2001 إلى 2009.
- 6 نوفمبر – سالي فيلد
- 7 نوفمبر – جون أيلوارد ممثل أمريكي.
- 13 نوفمبر – لوثر غرين لاعب كرة سلة أمريكي.
- 13 نوفمبر – لورينزو كليمونس ممثل أمريكي.
- 14 نوفمبر – ساشين ليتلفيزر ممثلة من الولايات المتحدة الأمريكية.
- 16 نوفمبر – جو جو وايت لاعب ومدرب كرة سلة أمريكي.
- 24 نوفمبر – تيد بندي قاتل متسلسل أمريكي.
- 25 نوفمبر – ماري آن إيسل لاعبة كرة مضرب أمريكية.
- 28 نوفمبر – جو دانتي

### ديسمبر
- 8 ديسمبر – جون تايلور
- 12 ديسمبر – بولا واغنر منتج أفلام أمريكي.
- 14 ديسمبر – باتي ديوك ممثلة أمريكية.
- 14 ديسمبر – ستان سميث لاعب كرة مضرب أمريكي.
- 16 ديسمبر – باربرا سميث كاتب أمريكي.
- 16 ديسمبر – ريك بارتو فنان أمريكي.
- 18 ديسمبر – ريتش جونسون لاعب كرة سلة أمريكي.
- 18 ديسمبر – ستيفن سبيلبرغ
- 20 ديسمبر – بيل هوسكيت جونيور لاعب كرة سلة من الولايات المتحدة الأمريكية.
- 20 ديسمبر – دك ولف
- 20 ديسمبر – سوني بيردو سياسي أمريكي.
- 23 ديسمبر – سوزان لوتشي ممثلة أمريكية.
- 24 ديسمبر – جيف سيشنز سياسي أمريكي.
- 26 ديسمبر – كاندي كراولي
- 27 ديسمبر – ريتش جونز لاعب كرة سلة أمريكي.
- 28 ديسمبر – باربارا جودج
- 28 ديسمبر – مايك بيب سياسي أمريكي.
- 29 ديسمبر – بود أوغدن
- 29 ديسمبر – بول س تريبل الابن سياسي أمريكي.
- 30 ديسمبر – باتي سميث
- 30 ديسمبر – ريك هيل سياسي أمريكي.
- 31 ديسمبر – كليف ريتشي لاعب كرة مضرب من الولايات المتحدة.

## وفيات

### يناير
- 1 يناير – إد تشيركوفيتش (مواليد 1912) لاعب كرة قدم أمريكي.
- 3 يناير – ويليام جويس (مواليد 1906) سياسي أمريكي.
- 6 يناير – سليم سامرفيل (مواليد 1892)
- 8 يناير – توماس بربور (مواليد 1884)
- 13 يناير – جو كيتون (مواليد 1867) ممثل أمريكي.
- 17 يناير – كلارنس إروين مكلونغ (مواليد 1870)
- 29 يناير – هاري هوبكنز (مواليد 1890) سياسي أمريكي.

### فبراير
- 6 فبراير – جوستوس دي بارنز (مواليد 1862) ممثل أمريكي.
- 17 فبراير – دوروثي جيبسون (مواليد 1889)

### مارس
- 23 مارس – جيلبرت نيوتن لويس (مواليد 1875)

### أبريل
- 1 أبريل – نواه بيري سينيور (مواليد 1882) ممثل أمريكي.
- 11 أبريل – جاك تومسون (مواليد 1904) ملاكم من الولايات المتحدة الأمريكية.
- 22 أبريل – هارلان فيسك ستون (مواليد 1872)
- 28 أبريل – هنري ميلر بوميروي (مواليد 1883) سياسي أمريكي.

### مايو
- 1 مايو – بيل جونستون (مواليد 1894) لاعب كرة مضرب أمريكي.
- 2 مايو – سايمون فلكسنر (مواليد 1863)
- 12 مايو – روبرت المر هاربر (مواليد 1862) عالم نبات أمريكي.
- 28 مايو – كارتر قلاس (مواليد 1858) سياسي أمريكي.

### يونيو
- 10 يونيو – جاك جونسون (مواليد 1878) ملاكم من الولايات المتحدة الأمريكية.
- 13 يونيو – تشارلز بتروورث (مواليد 1896) ممثل أمريكي.
- 23 يونيو – ويليام هارت (مواليد 1864)

### يوليو
- 2 يوليو – ماري الدن (مواليد 1883)
- 13 يوليو – ألفريد ستيغليتز (مواليد 1864) مصور أمريكي.
- 27 يوليو – جيرترود شتاين (مواليد 1874)

### أغسطس
- 24 أغسطس – جيمس كلارك ماك رينولدز (مواليد 1862)
- 28 أغسطس – فلورنسا تورنر (مواليد 1885) ممثلة أمريكية.

### سبتمبر
- 2 سبتمبر – إدوارد الفونسو قولدمان (مواليد 1873)
- 7 سبتمبر – روبرت ليروي (مواليد 1885) لاعب كرة مضرب من الولايات المتحدة.

### أكتوبر
- 12 أكتوبر – جوزف ستيلويل (مواليد 1883)
- 22 أكتوبر – هنري بيرغمان (مواليد 1868) ممثل أمريكي.

### نوفمبر
- 10 نوفمبر – سانفورد الكسندر موس (مواليد 1872)
- 18 نوفمبر – جيمي ووكر (مواليد 1881) سياسي أمريكي.

### ديسمبر
- 10 ديسمبر – والتر جونسون (مواليد 1887) لاعب بيسبول أمريكي.
- 25 ديسمبر – دبليو سي فيلدز (مواليد 1880)